# Phillip Hart Weaver
Phillip Hart "Phil" Weaver, född 9 april 1919 i Falls City i Nebraska, död 16 april 1989 i Falls City i Nebraska, var en amerikansk politiker (republikan). Han var ledamot av USA:s representanthus 1955–1963.
Weaver ligger begravd på Steele Cemetery i Falls City Nebraska. Han var son till politikern Arthur J. Weaver.